# Xyris plantaginea
Xyris plantaginea är en gräsväxtart som beskrevs av Carl Friedrich Philipp von Martius. Xyris plantaginea ingår i släktet Xyris och familjen Xyridaceae. Inga underarter finns listade i Catalogue of Life.